# علويكلا (مقاطعة تشالوس)
علويكلا (بالفارسية: علوی‌کلا) هي قرية تقع في قسم كلارستاق الشرقي الريفي (مقاطعة تشالوس) في إيران. يقدر عدد سكانها بـ 4,142 نسمة .